# Anoplosceles nigripunctata
Anoplosceles nigripunctata är en fjärilsart som beskrevs av W. Warren 1896. Anoplosceles nigripunctata ingår i släktet Anoplosceles och familjen mätare. Inga underarter finns listade i Catalogue of Life.